# Wella AG
Wella AG — німецька компанія, є однією з провідних компаній у світі в галузі косметики та парфумерії. Заснована в 1880, Wella AG присутня в більш ніж 150 країнах. Головною офіс знаходиться в місті Дармштадт.
2003 — компанія Procter & Gamble купує основний пакет акцій.
1. ↑  Knöfel U. (S+) Weißwaschen // Der Spiegel — Spiegel-Verlag, 2013. — ISSN 2195-1349